# Lygus perplexus
Lygus perplexus är en insektsart som beskrevs av Stanger 1942. Lygus perplexus ingår i släktet Lygus och familjen ängsskinnbaggar. Inga underarter finns listade i Catalogue of Life.